# Mosquée verte de Bakhtchyssaraï
La mosquée verte  est un bâtiment religieux en Crimée. Bâtie en 1764 à la demande de Krim Giray elle se trouve à Bakhtchissaraï. Après sa mort elle fut fermée et utilisée par l'école derviche de Crimée.

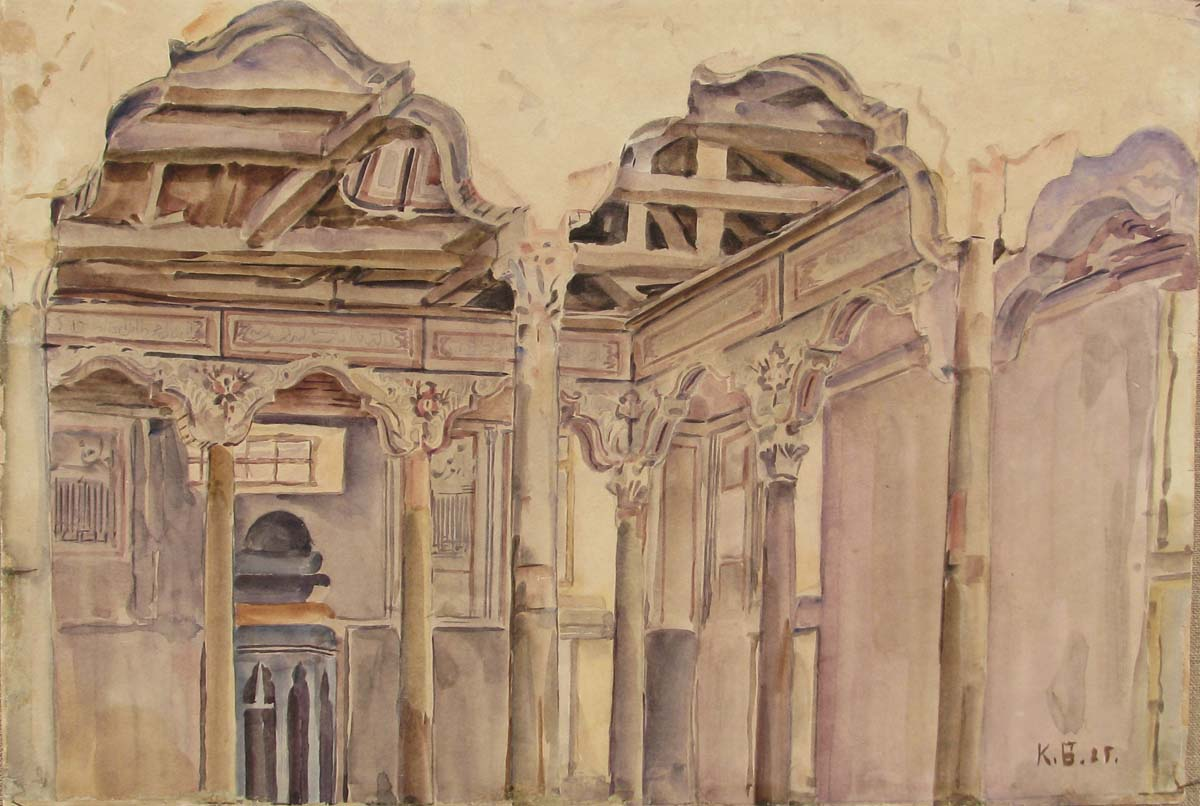
L'intérieur par Constantin Bogaïevski
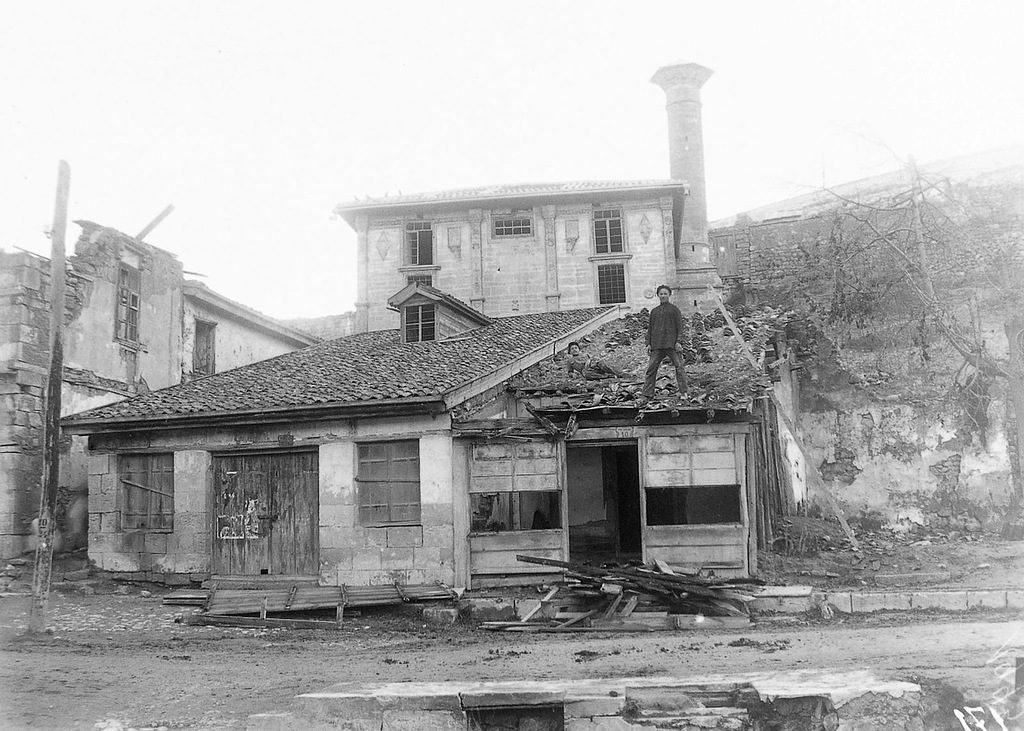
en partie ruinée.